# Frank Hall
Frank Hall (n. 8 iulie 1865, Woodside Township⁠(d), New Jersey, SUA – d. 31 iulie 1939, New York City, New York, SUA) a fost un trăgător de tir ce a reprezentat Statele Unite ale Americii, medaliat olimpic. A participat la o ediție a Jocurilor Olimpice (1912) în care a câștigat o medalie de aur.

## Participări
Lista de mai jos prezintă principalele competiții la care a participat Frank Hall de-a lungul carierei.
- shooting at the 1912 Summer Olympics – men's trap, team[*]